# Mesophalera
Mesophalera é um gênero de traça pertencente à família Arctiidae.